# 假山口 (阿拉斯加州)
假山口（英語：False Pass），或福尔斯帕斯，是美国阿拉斯加州的一座城市，位于烏尼馬克島上。该市的人口在2000年为64人，2010年有35人，如今大约为46人。人口在阿拉斯加州排行第146。假山口是城市所濒临的伊萨诺茨基海峡的早期英文名称。这条海峡被早期美国帆船船长们称为“假山口”，因为他们在海峡北端尽头吃水深的船只被认为无法通过此处。